# André Biyogo Poko
André Ivan Biyogo Poko (ur. 7 marca 1993 w Bitam) – gaboński piłkarz występujący na pozycji pomocnika w tureckim klubie Göztepe SK oraz w reprezentacji Gabonu.

## Kariera klubowa
Biyogo Poko jest wychowankiem klubu US Bitam z miasta Bitam. W 2009 zadebiutował w jego barwach w pierwszej lidze gabońskiej. W 2010 wywalczył z US Bitam mistrzostwo Gabonu oraz zdobył Coupe du Gabon Interclubs. 31 sierpnia 2011 Biyogo Poko podpisał trzyletni kontrakt z francuskim Girondins Bordeaux. W sezonie 2011/2012 grał w rezerwach tego klubu. W 2016 roku wyjechał do Turcji i grał tam najpierw w Karabüksporze, a następnie w 2018 trafił do Göztepe SK.

## Kariera reprezentacyjna
W reprezentacji Gabonu Biyogo Poko zadebiutował w 2010. W 2012 został powołany do kadry na Puchar Narodów Afryki 2012.

## Statystyki kariery
(aktualne na dzień 16 czerwca 2018)
| Klub               | Sezon              | Liga               | Liga  | Liga   | Puchar kraju | Puchar kraju | Puchar ligi | Puchar ligi | Europa | Europa | Inne  | Inne   | Suma  | Suma   |
| Klub               | Sezon              | Liga               | Mecze | Bramki | Mecze        | Bramki       | Mecze       | Bramki      | Mecze  | Bramki | Mecze | Bramki | Mecze | Bramki |
| ------------------ | ------------------ | ------------------ | ----- | ------ | ------------ | ------------ | ----------- | ----------- | ------ | ------ | ----- | ------ | ----- | ------ |
| Girondins Bordeaux | 2012/13            | Ligue 1            | 14    | 1      | 4            | 0            | 0           | 0           | 4      | 0      | –     | –      | 22    | 1      |
| Girondins Bordeaux | 2013/14            | Ligue 1            | 18    | 0      | 1            | 0            | 1           | 1           | 1      | 0      | 1     | 0      | 22    | 1      |
| Girondins Bordeaux | 2014/15            | Ligue 1            | 16    | 0      | 1            | 0            | 0           | 0           | –      | –      | –     | –      | 17    | 0      |
| Girondins Bordeaux | 2015/16            | Ligue 1            | 25    | 0      | 1            | 1            | 3           | 0           | 10     | 1      | –     | –      | 39    | 2      |
| Karabükspor        | 2016/17            | Süper Lig          | 28    | 0      | 0            | 0            | –           | –           | –      | –      | –     | –      | 28    | 0      |
| Karabükspor        | 2017/18            | Süper Lig          | 15    | 0      | 0            | 0            | –           | –           | –      | –      | –     | –      | 15    | 0      |
| Göztepe SK         | 2017/18            | Süper Lig          | 14    | 1      | 0            | 0            | –           | –           | –      | –      | –     | –      | 14    | 1      |
| Ogólnie w karierze | Ogólnie w karierze | Ogólnie w karierze | 130   | 2      | 7            | 1            | 4           | 1           | 15     | 1      | 1     | 0      | 157   | 5      |